# أومرمامكه
أومرمامكه أو عمر مامكه وهي قرية تقع في ناحية قوشتبة في قضاء سهل أربيل في محافظة أربيل شمال العراق.